# 서울등서초등학교
서울등서초등학교는 대한민국 서울특별시 강서구에 있는 공립 초등학교이다.

## 학교 연혁
- 1984년 11월 2일: 개교
- 2024년 11월 2일: 개교 40주년

## 참고 자료
- 서울등서초등학교 - 한국교육학술정보원 학교알리미